# Sifrhippus
Sifrhippus is een geslacht van uitgestorven paardachtigen uit het Vroeg-Eoceen van Noord-Amerika en mogelijk Europa. In dit geslacht worden de oudst bekende paardachtigen geplaatst, die oorspronkelijk in het geslacht Hyracotherium werden ondergebracht. De naam is samengesteld uit 'Sifr', het Arabische woord voor 'nul', en 'hippos', het Griekse woord voor 'paard' (gelatiniseerd als 'hippus'). 'Nul' verwijst naar de eerste etage van het Wasatchian (Wa-0), waarin fossiele restanten van deze paardachtigen werden gevonden.

## Indeling
Tot het begin van eenentwintigste eeuw werd Hyracotherium beschouwd als het geslacht met de eerste paardachtigen, met fossiele vondsten van meerdere soorten in Europa, Noord-Amerika en Azië. Inmiddels wordt Hyracotherium in die samenstelling opgevat als een parafyletisch taxon. Volgens nieuwere inzichten behoort alleen nog de typesoort H. leporinum tot het geslacht. Die soort is bovendien geen paardachtige, maar een soort uit de familie Palaeotheriidae, een familie van uitgestorven dieren die vermoedelijk voorlopers waren van de paardachtigen (Equidae) maar ook van de Brontotheriidae. Voor de oudste Amerikaanse paarden zijn inmiddels andere geslachtsnamen in gebruik. De vroegste soort(en) worden in het geslacht Sifrhippus geplaatst.

## Fossiele vondsten
Fossielen van Sifrhippus zijn vooral gevonden in de Bighorn- en Clark's Fork-bekkens in de Amerikaanse staat Wyoming. Daarnaast zijn ook vondsten gedaan in andere delen van Wyoming en in Colorado, Mississippi en mogelijk België. De fossiele vondsten dateren uit de eerste etage van het Wasatchian (Wa-0, ongeveer 55,8 tot 55,75 miljoen jaar geleden) van Noord-Amerika en uit het Sparnacian van Europa, beide vallend binnen het Ypresien, het eerste deel van het Eoceen. Sifrhippus was een van de algemeenste taxa in het Wasatchian in de centrale delen van de Verenigde Staten en bekend van vele tanden en kaken, en geïsoleerde postcraniale elementen (delen van het skelet anders dan de schedel).

## Ontwikkeling
Omdat van Sifrhippus geen directe voorouders zijn gevonden in Amerika en Europa, wordt verondersteld dat de oorsprong van de paarden (en de onevenhoevigen in het algemeen) in Azië ligt. Sifrhippus behoorde tot de eerste immigranten in de centrale delen van de Verenigde Staten tijdens het Paleocene-Eocene Thermal Maximum (PETM), samen met de evenhoevige Diacodexis. De immigratie van Sifrhippus vond plaats gedurende een droog interval van het PETM, toen open bosgebieden verspreiding van rennende zoogdieren mogelijk maakten. Sifrhippus was het algemeenste taxon in de centrale delen van Noord-Amerika tijdens het PETM.

### S. sandrae
S. sandrae (Gingerich, 1989) is de oudst bekende paardachtige, en leefde in het Wa-0. Naast fossiele vondsten uit de Bighorn- en Clark's Fork-bekkens is S. sandrae bekend uit de Tuscahoma-formatie in Mississippi en mogelijk uit de Tienen-formatie van Erquelinnes in België.

## Kenmerken

### Formaat
Het formaat van Sifrhippus was in grote lijnen vergelijkbaar met kleine antilopen zoals dikdiks en duikers en met kleine herten zoals muntjaks en poedoes, hoewel met een beperktere schouderhoogte.
De Noord-Amerikaanse paardachtigen waren tijdens de warmste fases van het Vroeg-Eoceen – het PETM en het ETM-2 (Eocene Thermal Maximum 2) – kleiner dan in koelere fases van het Vroeg-Eoceen, een patroon van verdwerging dat bij diverse andere Noord-Amerikaanse carnivoren en herbivoren voorkwam. In de eerste 130.000 jaar van het PETM daalde het lichaamsgewicht met dertig procent van gemiddeld 5,6 kg bij de oudste specimen tot gemiddeld 3,9 kg. In de herstelfase van het PETM nam het lichaamsgewicht vervolgens met 76 procent toe tot een gemiddelde van 7,0 kg.
S. sandrae had een gemiddeld gewicht van vijf tot zes kilogram.

### Leefwijze
Aan de hand van de grote aantallen gefossileerde skeletten op sommige locaties valt af te leiden dat Sifrhippus in groepen leefde. De tanden wijzen op een voedingspatroon dat bestond uit zachte bladeren, zaden en fruit.